# Glue Record
Glue Recordとは、DNSにおいて、下位のドメインを委譲する場合に、委譲元のネームサーバに登録される、移譲先のネームサーバのAレコードのことである。
たとえば、ns.example.com（委譲元ネームサーバ）は、
Question:www.subnet.example.com　ANY （www.subnet.example.com知らない？）
に対し、以下のような返事を行う。
- Authority: subnet.example.com NS ns.subnet.example.com （それについては、ns.subnet.example.com（移譲先ネームサーバ）に聞いてくれ）
- Addition : ns.subnet.example.com A 192.168.0.1 （これがGlue Record）

この場合、Glueが無ければ、永遠にns.subnet.example.comに到達することはできなくなってしまう。